# Troutbeck (Eden)
Pour les articles homonymes, voir Troutbeck.
Troutbeck est une localité située dans le district d'Eden dans le compté de Cumbria en Angleterre.
Son nom est attesté dès 1332.